# 高塚川
高塚川（たかつかがわ）は、静岡県浜松市中央区を流れる河川。新橋1号排水路（高塚川）および篠原15号排水路（西部排水路）を合わせて高塚川という。河口は田尻排水機場より馬込川へ繋がっている。途中、堀留川（堀留運河）とも接続する。

## 地理
高塚川流域は水が溜まりやすい窪地地形になっている。

## 歴史
1899年（明治32年）ごろは、蓮池（高塚池・蓮池川・沼田池)という池があり、水路を通じて馬込川と繋がっていた。戦後、水田開発の為に蓮池や沼田池は干拓が行われた。その中で2つの池と馬込川を結ぶ用排水路として高塚川は整備された。

## 主な橋梁
- 柏原上島線
- 宮前橋(源十道路)〔平成5年3月竣工〕
- 蓮池橋〔平成7年3月竣工〕
- 枇杷橋〔平成8年3月竣工〕
- 高塚橋〔平成9年3月竣工〕
- 西新橋〔平成14年4月竣工〕
- 八幡橋〔昭和41年3月竣工〕
- 西洗橋〔昭和41年3月竣工〕

　　高塚川改修工事に伴い架けられた橋
- 沖洗い橋（鴨江倉松線）〔平成16年3月竣工〕
- 中新橋〔平成10年3月竣工〕
- 二建橋
- 新津橋(県道317号線)
- 西沼田橋
- 沼田橋
- 権入橋〔平成2年3月竣工〕
- 県道316号線
- 函橋
- 古川橋

（橋名が不明な場合は交差する道路を記述している。）